# Arthon-en-Retz
Arthon-en-Retz är en kommun i departementet Loire-Atlantique i regionen Pays de la Loire i nordvästra Frankrike. Kommunen ligger i kantonen Pornic som tillhör arrondissementet Saint-Nazaire. År 2018 hade Arthon-en-Retz 4 213 invånare.

## Befolkningsutveckling
Antalet invånare i kommunen Arthon-en-Retz
| Referens: INSEE |